# Денежниково (усадьба)
Денежниково — родовая усадьба вельмож Талызиных на территории Раменского района Московской области (в прошлом Бронницкого уезда), памятник архитектуры и садово-паркового искусства раннего классицизма.

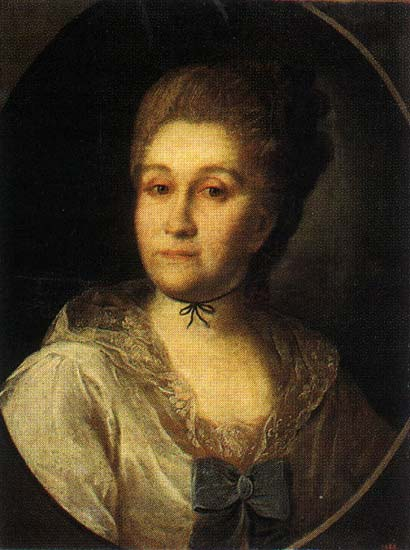
Марья Талызина, создательница усадьбы. Портрет Рокотова.

Усадьба на берегу речки Велинки в 12 км от Бронниц была обустроена в правление Екатерины II трудами адмирала И. Л. Талызина (1700—1777) и его племянника сенатора А. Ф. Талызина (1734—1787). Супруга последнего, Марья Степановна (1742—1796), была очень близка к Никите Панину, занималась воспитанием богатых наследников С. С. Апраксина и А. Б. Куракина.
Сын этой четы С. А. Талызин служил под начальством А. В. Суворова, который бывал у крестника в «подмосковной» и даже, по преданию, посадил здесь один или два могучих дуба. Талызин-младший собрал из своих крепостных музыкальный оркестр и построил при денежниковском имении два завода, сахарный и винокуренный, но в итоге сильно запутался в долгах.
Архитектура усадебного дома, запечатлённого в первозданном виде на акварели Лебрена (1809), необычна. Небольшой по размерам, но изящный по пропорциям, дворец Талызиных выделялся 8-колонной лоджией ионического ордера, над которой был надстроен лёгкий мезонин, и боковыми ризалитами с треугольной формы фронтонами.
Колоннады соединяли дом с двумя круглыми башнями, симметрично поставленными по обеим от него сторонам. Парадный двор образуют два одинаковых флигеля, расположенных друг против друга. На противоположной стороне от дороги стояли хозяйственные постройки — конный завод, скотный двор и теплицы. Любопытно, что при усадьбе Талызиных не было построено православного храма.
Во второй половине XIX века в Денежникове жила Ольга Николаевна Талызина (1803—1882), внучка Суворова, затем до самой революции — её дочь. Усадьба не меняла владельцев и сохраняла фамильные реликвии и портреты до последних чисел 1918 года. В 1938—2010 гг. территорию занимал пионерский лагерь им. Вострухина. Шесть спальных корпусов типовой советской архитектуры безвозвратно нарушили гармоничный облик «дворянского гнезда».
Усадьба дошла до нашего времени в крайне плачевном состоянии. Главный дом руинирован и заброшен, вокруг него заросли кустарника. Утрачены мезонин и капители колонн, разобраны галереи-колоннады и одна из круглых башен. Флигели, которые продолжали использоваться для нужд пионерлагеря, почему-то отделены от дома забором. По свидетельству посетившего усадьбу в 2010 году:

Буквально ошеломляют перемены, произошедшие с домом Талызиных за последние 30 лет. На снимке в путеводителе Колмовского можно видеть ухоженный и отремонтированный господский дом. Теперь он страшно обезображен, буквально разгромлен.